# Epic: The Poetry of War
Epic: The Poetry of War è il quinto album in studio del gruppo death metal canadese Kataklysm, pubblicato nel 2001.

## Tracce
1. Il Diavolo in Me – 3:25
2. Damnation Is Here – 4:34
3. Era of the Mercyless – 3:31
4. As the Glorious Weep – 4:12
5. Shivers of a New World – 4:06
6. Manipulator of Souls – 3:41
7. Wounds – 4:53
8. What We Endure – 4:56
9. When Time Stands Still – 6:15

## Formazione
- Maurizio Iacono – voce
- Jean-François Dagenais – chitarra
- Stephane Barbe – basso
- Max Duhamel – batteria